# К-9 і компанія
«K-9 і компанія» (англ. K-9 and Company) — відгалуження серіалу «Доктор Хто», в якому розповідалося про двох колишніх супутників четвертого Доктора: металевої собаки K-9 і Сари Джейн Сміт. Єдина випущена серія була показана 28 грудня 1981 на BBC One, а 16 червня 2008 був випущений на DVD разом з першою для K-9 серією «Невидимий ворог».

## Історія
Продюсер «Доктора Хто» Джон Натан-Тернер хотів повернути Сару Джейн Сміт в серіал, проте Елізабет Слейден не захотіла знову грати колишню роль. Разом з цим, він вирішував, що робити з K-9: персонаж був дуже популярний серед дітей, але залишати його в серіалі більше було не можна. Тому Натан-Тернер придумав створити серіал-відгалуження, орієнтований на дитячу аудиторію. Але сюжет вимагав людини-господаря для собаки, і на цю роль підходила Сара Джейн. Слейден погодилася грати Сару як самостійного персонажа, а не супутника Доктора.

## Виробництво
Пілотна серія мала назву «Найкращий друг дівчини» (англ. A Girl's Best Friend). У ній з'явився K-9 третьої моделі.
| Епізод                   | Дата показу    | Тривалість | Телеглядачі (в міліонах) |
| ------------------------ | -------------- | ---------- | ------------------------ |
| «Найкращий друг дівчини» | 28 грудня 1981 | 50:00      | 8,4                      |
| [ 1 ] [ 2 ] [ 3 ]        |                |            |                          |

Серію подивилася рекордна кількість глядачів — 8,4 мільйона в прем'єрний показ — більше, ніж епізоди «Доктора Хто» в той час.
Хоча епізод мав високі рейтинги, нові серії не виходили. На каналі BBC змінилося керівництво, і якщо Біл Коттон затвердив концепцію і пілотний випуск, то Алану Харту ідея не сподобалася. Серія була повторно показана лише на Різдво 1982 року на каналі BBC Two.